# Andropogon
Die Pflanzengattung Andropogon gehört zur Familie der Süßgräser (Poaceae). Die etwa 100 Andropogon-Arten sind vor allem tropische Savannengräser Afrikas und Südamerikas.

## Beschreibung
Die Andropogon-Arten sind selten einjährige (sieben Arten), meist ausdauernde (etwa 96 Arten) krautige Pflanzen. Die meisten Arten sind ohne Rhizome, bei fünf Arten sind sie kurz und bei vier Arten sind sie lang. Sie besitzen meist aufrechte Halme, die bei einigen Arten, wie etwa Andropogon gayanus, in Horsten zusammenstehen.
Der einfache (etwa 44 Arten) oder zusammengesetzte Blütenstand besteht meist aus zwei oder mehreren traubigen Teilblütenständen mit zahlreichen Ährchen. Je ein sitzendes fertiles Ährchen und ein gestieltes steriles Ährchen stehen beisammen, wobei in den fertilen Ährchen je eine fertile und eine sterile Blüte enthalten sind. In den Blüten sind zwei Lodiculae und ein bis drei Staubblätter sowie der Fruchtknoten enthalten.

## Nutzung
Die oft großen und robusten Halme vieler Andropogon-Arten werden in den Savannenregionen Afrikas zum Dachdecken (z. B. Andropogon tectorum), zum Flechten von Matten oder Zäunen genutzt. Viele Arten sind wertvolle Weidegräser, sind aber durch Übernutzung in weiten Teilen des Sahels und Sudans in ihrem Bestand zurückgegangen.
Die Nutzung von Andropogon gayanus („Gamba grass“) als Weidegras in Australien führte zu deutlich intensiveren Savannenfeuern, in deren Folge Gehölze deutlich zurückgingen. Daher darf die Art in Australien nicht mehr gehandelt werden und wird bekämpft.

## Systematik und Verbreitung
Die Gattung Andropogon wurde 1753 durch Carl von Linné aufgestellt. Synonyme für Andropogon L. nom. cons. sind: Anatherum P.Beauv., Arthrolophis (Trin.) Chiov., Arthrostachys Desv., Athrolophis (Trin.) Chiov. orth. var., Diectomis Kunth, Dimeiostemon Raf., Eriopodium Hochst. nom. inval., Euklastaxon Steud., Eupogon Desv. nom. inval., Heterochloa Desv., Homoeatherum Nees, Hypogynium Nees, Leptopogon Roberty.
Die Gattung Andropogon gehört zur Tribus Andropogoneae in der Unterfamilie der Panicoideae innerhalb der Familie der Süßgräser (Poaceae).
In Europa kommen nur zwei Arten vor. Die meisten Arten sind in (50) Afrika und in (44) Südamerika beheimatet. Acht Arten gibt es im gemäßigten Asien, elf im tropischen Asien, drei Arten in Australasien, drei Arten auf den pazifischen Inseln und 21 Arten in Nordamerika.

### Liste der Andropogon-Arten
Es gibt etwas mehr als 100 Andropogon-Arten:
- Andropogon abyssinicus R.Br. ex Fresen: Vorkommen: Von Eritrea und Äthiopien über Kenia, Tansania sowie Uganda bis Angola.
- Andropogon aequatoriensis Hitchc.: Vorkommen: Von Kolumbien bis Ecuador.
- Andropogon africanus Franch.: Vorkommen: Tropisches Afrika.
- Andropogon alopecurus (Desv.) Hack.: Vorkommen: Inseln im westlichen Indischen Orean.
- Andropogon amethystinus Steud.: Vorkommen: Tropisches und südliches Afrika, arabische Halbinsel, südliches Indien und Myanmar.
- Andropogon andringitrensis (A.Camus) Voronts. (Syn.: Andropogon humbertii A. Camus): Vorkommen: Madagaskar.
- Andropogon angustatus (J.Presl) Steud.: Vorkommen: Von Mexiko bis Brasilien und auf Kuba.
- Andropogon appendiculatus Nees: Vorkommen: Von Simbabwe bis ins südliche Afrika.
- Andropogon arctatus Chapm.: Vorkommen: Südöstliche Vereinigte Staaten.
- Andropogon arenarius Hack.: Vorkommen: Vom südlichen und südöstlichen Brasilien bis Uruguay.
- Andropogon aridus Clayton: Vorkommen: Somalia.
- Andropogon auriculatus Stapf: Vorkommen: Vom tropischen Westafrika bis zum Tschad.
- Andropogon barretoi Norrmann & Quarín: Vorkommen: Brasilien.
- Andropogon bentii Stapf: Vorkommen: auf Sokotra.
- Andropogon bicornis L.:  Vorkommen: Tropisches und subtropisches Amerika.
- Andropogon bourgaei Hack.: Vorkommen: Vom südlichen Mexiko bis Belize.
- Andropogon brachystachyus Chapm.: Vorkommen: Südöstliche Vereinigten Staaten.
- Andropogon brasiliensis A.Zanin & Longhi-Wagner: Vorkommen:Südöstliches Brasilien.
- Andropogon brazzae Franch.: Vorkommen: Vom Tschad bis zum Kongogebiet und vom südlichen tropischen Afrika bis Namibia.
- Andropogon burmanicus Bor: Vorkommen: In Myanmar, Laos und Vietnam.
- Andropogon campestris  Trin.: Vorkommen:  Südöstliches Brasilien.
- Andropogon canaliculatus Schumach.: Vorkommen: Tropisches Afrika.
- Andropogon capillipes Nash: Vorkommen:Südöstliche USA.
- Andropogon carinatus Nees: Vorkommen: Von Costa Rica bis Brasilien.
- Andropogon × catarinensis Norrmann & N.Nagah. = Andropogon arenarius × Andropogon bicornis:  Vorkommen: Brasilien.
- Andropogon chevalieri Reznik: Vorkommen: Vom tropischen Westafrika bis Zentralafrika.
- Andropogon chinensis (Nees) Merr.: Vorkommen: Tropisches und südliches Afrika, arabische Halbinsel, von Indien bis Indochina und südliches China.
- Andropogon chrysostachyus Steud.: Vorkommen: Von Äthiopien bis Tansania.
- Andropogon columbiensis Gir.-Cañas: Vorkommen: In Kolumbien.
- Andropogon × coloratus Hack. = Andropogon hypogynus × Andropogon lateralis: Vorkommen: Nordöstliches Argentinien.
- Andropogon cordatus Swallen: Vorkommen:Bolivien.
- Andropogon crassus Sohns: Vorkommen: Venezuela.
- Andropogon crossotos Cope: Vorkommen: Im Jemen.
- Andropogon crucianus Renvoize: Vorkommen: Von Bolivien bis Brasilien.
- Andropogon curvifolius Clayton: Vorkommen: Tropisches Westafrika.
- Andropogon distachyos L.: Vorkommen: Kanarische Inseln, vom Mittelmeergebiet bis Afrika und Arabische Halbinsel.
- Andropogon diuturnus Sohns: Vorkommen: Venezuela.
- Andropogon durifolius Renvoize: Vorkommen: Östliches Brasilien.
- Andropogon eucomus Nees (inkl. Andropogon huillensis Rendle): Sie kommt in zwei Unterarten vor, vom Kongogebiet bis Uganda und südliches Afrika, auf den Komoren und auf Madagaskar.
- Andropogon exaratus Hack.: Vorkommen: Von Paraguay bis zum nordöstlichen Argentinien.
- Andropogon festuciformis Rendle: Vorkommen: Tropisches und südliches Afrika.
- Andropogon floridanus Scribn.: Vorkommen: USA (Alabama, Georgia und Florida).
- Andropogon gabonensis Stapf: Vorkommen: Vom westlichen tropischen Afrika bis Angola.
- Andropogon gayanus Kunth: Sie kommt in vier Varietäten vor, auf den Kapverdischen Inseln und von tropischen bis zum südlichen Afrika.
- Andropogon gerardi Vitman: Sie kommt in zwei Varietäten in Nord- und Mittelamerika vor.
- Andropogon glaucescens Kunth: Vorkommen: Westliches Südamerika.
- Andropogon glaucophyllus Roseng., B.R.Arrill. & Izag.:  Vorkommen: Brasilien und Uruguay.
- Andropogon glaziovii Hack.: Vorkommen: Von Bolivien bis Brasilien und Paraguay.
- Andropogon glomeratus (Walter) Britton, Sterns & Poggenb.: Sie kommt in zwei Varietäten in der Karibik und von Nord- und Mittelamerika bis Guayana vor.
- Andropogon greenwayi Napper: Vorkommen: Von Äthiopien bis Tansania und südwestliche Arabische Halbinsel.
- Andropogon × guaraniticus N.Nagah. & Norrmann = Andropogon macrothrix × Andropogon selloanus: Vorkommen: Nordöstliches Argentinien.
- Andropogon gyrans Ashe: Vorkommen: Von dem USA bis Mexiko, Belize und Honduras.
- Andropogon hallii Hack.: Vorkommen: In Kanada und in den USA vor.
- Andropogon heterantherus Stapf: Vorkommen: Östliches tropisches Afrika.
- Andropogon hypogynus Hack.: Vorkommen: Tropisches Südamerika.
- Andropogon ibityensis A. Camus: Vorkommen: zentrales Madagaskar.
- Andropogon imerinensis Bosser: Vorkommen: zentrales Madagaskar.
- Andropogon incomptus Clayton: Vorkommen: Guinea.
- Andropogon indetonsus Sohns: Vorkommen: Von Venezuela bis ins nördliche Brasilien.
- Andropogon ingratus Hack.: Vorkommen: Östliches Brasilien.
- Andropogon insolitus Sohns: Vorkommen: Venezuela.
- Andropogon ivohibensis A. Camus (Syn.: Andropogon vohiboryensis ): Vorkommen: Zentrales und südöstliches Madagaskar.
- Andropogon ivorensis Adjan. & Clayton: Vorkommen: Tropisches Westafrika bis Kamerun.
- Andropogon kelleri Hack.: Vorkommen: Äthiopien und Somalia.
- Andropogon lacunosus J.G.Anderson: Vorkommen: Kamerun und von Tansania bis Eswatini.
- Andropogon lateralis Nees: Vorkommen: Tropisches Amerika.
- Andropogon lehmannii Pilg.: Vorkommen: Von Kolumbien bis Peru.
- Andropogon leprodes Cope: Vorkommen: Somalia (endemisch).
- Andropogon leucostachyus Kunth: Vorkommen: Tropisches Amerika.
- Andropogon liebmannii Hack.: Vorkommen: Von den südöstlichen Vereinigten Staaten bis Mexiko.
- Andropogon ligulatus (Stapf) Clayton: Vorkommen: Von Tansania bis zum südlichen tropischen Afrika.
- Andropogon lima (Hack.) Stapf: Vorkommen: Kamerun und vom südlichen Sudan bis Malawi.
- Andropogon × lindmanii Hack. = Andropogon arenarius × Andropogon lateralis: Vorkommen: Vom südlichen Brasilien bis Uruguay vor.
- Andropogon lividus Thwaites: Vorkommen: Indien und auf Sri Lanka.
- Andropogon longiberbis Hack.:  Vorkommen: Südöstliche Vereinigten Staaten und auf den Bahamas.
- Andropogon macrophyllus Stapf: Vorkommen: Vom tropischen Westafrika bis Kamerun und Bioko.
- Andropogon macrothrix Trin.: Vorkommen: Von Brasilien bis nordöstliches Argentinien, westliches Kuba.
- Andropogon mannii Hook. f.: Vorkommen: Tropisches und südliches Afrika.
- Andropogon monocladus A.Zanin & Longhi-Wagner: Vorkommen: Brasilien.
- Andropogon multiflorus Renvoize: Vorkommen: Kolumbien, Bolivien und südöstliches Brasilien.
- Andropogon munroi C.B.Clarke: Vorkommen: Vom Himalaja bis Sichuan und Yunnan.
- Andropogon palustris Pilg.: Vorkommen: westlich-zentrales Brasilien.
- Andropogon × paraguariensis Norrmann & N.Nagah. = Andropogon bicornis × Andropogon glaziovii: Vorkommen: Paraguay.
- Andropogon perligulatus Stapf: Vorkommen: Tropisches und Afrika.
- Andropogon pinguipes Stapf: Vorkommen: Vom westlichen tropischen Afrika bis Kamerun.
- Andropogon platyphyllus Hack.: Vorkommen: Kolumbienor.
- Andropogon pohlianus Hack.: Vorkommen: Brasilien.
- Andropogon polyptychos Steud.: Vorkommen: Südliches Indien, Sri Lanka, Myanmar und Thailand.
- Andropogon pringlei Scribn. & Merr.: Vorkommen: Mexiko.
- Andropogon pseudapricus Stapf: Vorkommen: Tropischen Afrika.
- Andropogon pteropholis Clayton: Vorkommen: Tropisches und südliches Afrika
- Andropogon pumilus Roxb.: Sie kommt vom indischen Subkontinent bis Myanmar vor.
- Andropogon pungens Cope: Sie kommt in Somalia und in Kenia vor.
- Andropogon pusillus Hook. f.: Sie kommt von Nigeria bis Kamerun vor.
- Andropogon scabriglumis Swallen: Sie kommt in Ecuador vor.
- Andropogon schirensis Hochst. ex A.Rich.: Vorkommen: Tropisches und südliches Afrika.
- Andropogon selloanus (Hack.) Hack.: Vorkommen: Von Mexiko bis ins nördliche Argentinien.
- Andropogon × subtilior (Hack.) Norrmann = Andropogon bicornis × Andropogon lateralis: Vorkommen: Südliches Brasilien bis nordöstliches Argentinien.
- Andropogon tectorum Schumach. & Thonn.: Vorkommen: Vom westlichen tropischen Afrika bis zum Tschad.
- Andropogon tenuiberbis Hack.: Vorkommen: Vom westlichen tropischen Afrika bis Tansania.
- Andropogon ternarius Michx.: Vorkommen: Von den zentralen und östlichen Vereinigten Staaten bis ins nordöstliche Mexiko.
- Andropogon ternatus (Spreng.) Nees: Vorkommen: Tropisches Südamerika.
- Andropogon textilis Rendle: Vorkommen: Von Tansania bis ins südliche tropische Afrika.
- Andropogon thorelii A.Camus: Vorkommen: Laos und Vietnam.
- Andropogon tolimensis Pilg.: Vorkommen: Kolumbien.
- Andropogon tracyi Nash: Vorkommen: in den südöstlichen Vereinigten Staaten.
- Andropogon trichozygus Baker: Vorkommen: Zentrales Madagaskar.
- Andropogon tsaratananensis A.Camus: Vorkommen: Nördliches Madagaskar.
- Andropogon urbanianus Hitchc.: Vorkommen: Auf Hispaniola.
- Andropogon vetus Sohne (Syn.: Andropogon perdignus Sohns): Vorkommen: Vom südlichen Kolumbien bis zum südlichen Venezuela.
- Andropogon virgatus Desv. ex Ham.: Vorkommen: Tropisches Amerika.
- Andropogon virginicus L.: Vorkommen: Nord- und Mittelamerika, von der Karibik bis Venezuela.

Nicht mehr zur Gattung Andropogon zählen:
- Andropogon aromaticus Roxb. => Acorus calamus L.
- Andropogon contortus L.  =>   Heteropogon contortus (L.) P.Beauv. ex Roem. & Schult.
- Andropogon fastigiatus Sw.  =>   Diectomis fastigiata (Sw.) P.Beauv.
- Andropogon gracilis Spreng.  =>   Schizachyrium gracile (Spreng.) Nash
- Andropogon gryllus L.    =>   Chrysopogon gryllus (L.) Trin.
- Andropogon hirtus L.     =>   Hyparrhenia hirta (L.) Stapf
- Andropogon ischaemum L.  =>   Bothriochloa ischaemum (L.) Keng
- Andropogon reedii Hitchc. & Ekman  =>   Schizachyrium reedii (Hitchc. & Ekman) Borhidi & Catasús

## Galerie

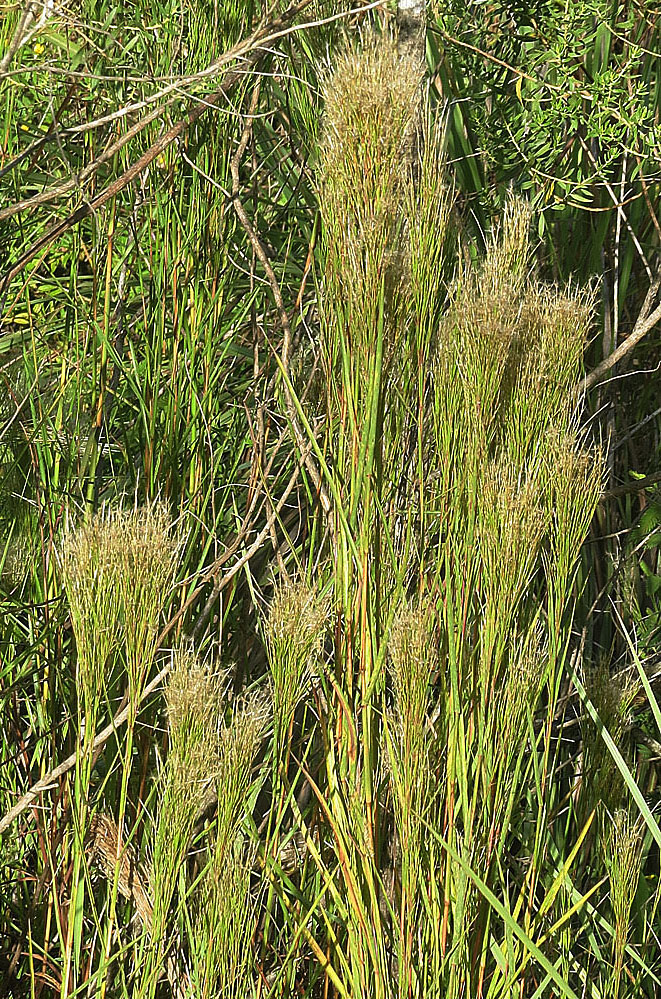
Andropogon bicornis
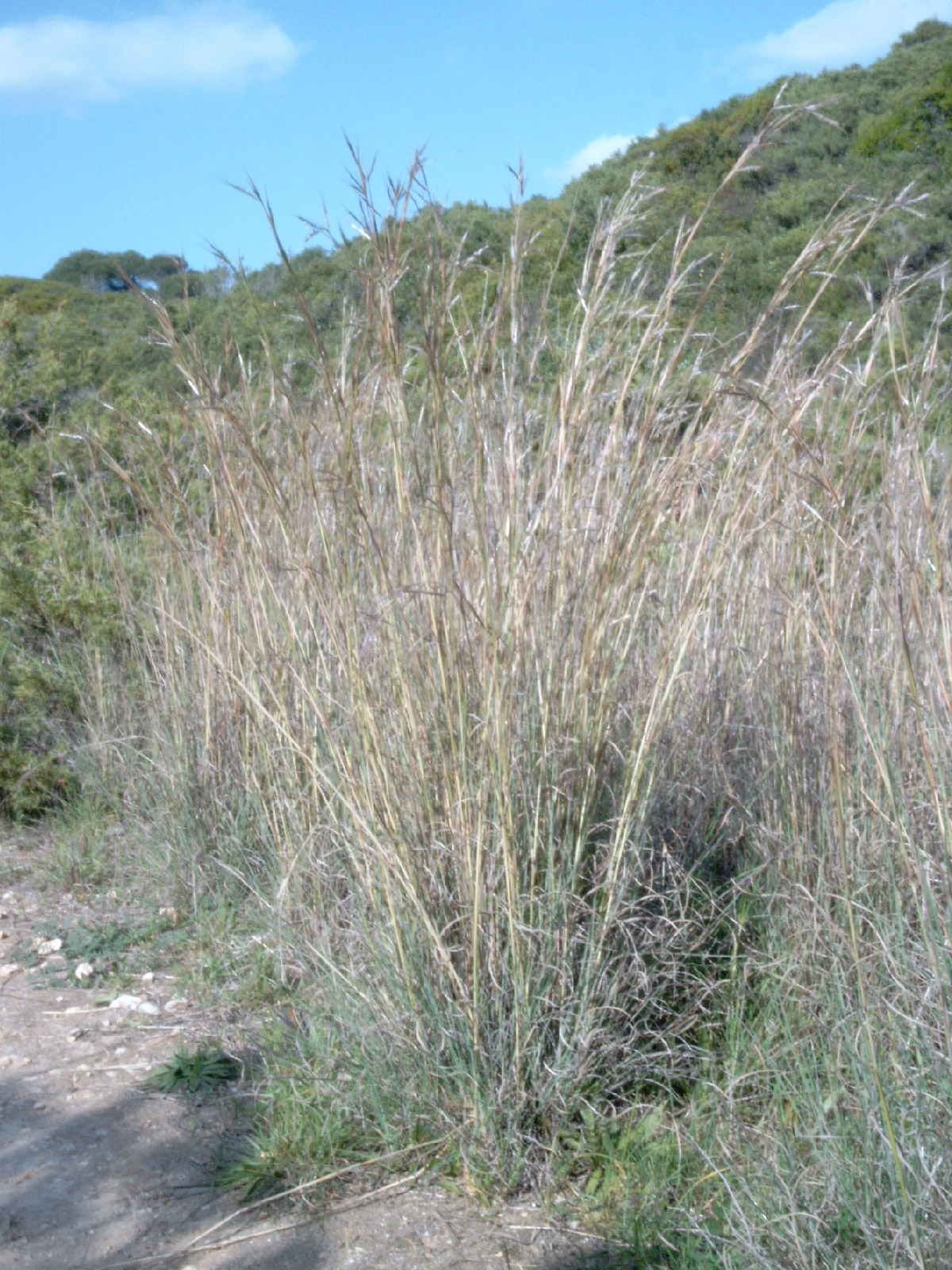
Andropogon distachyos
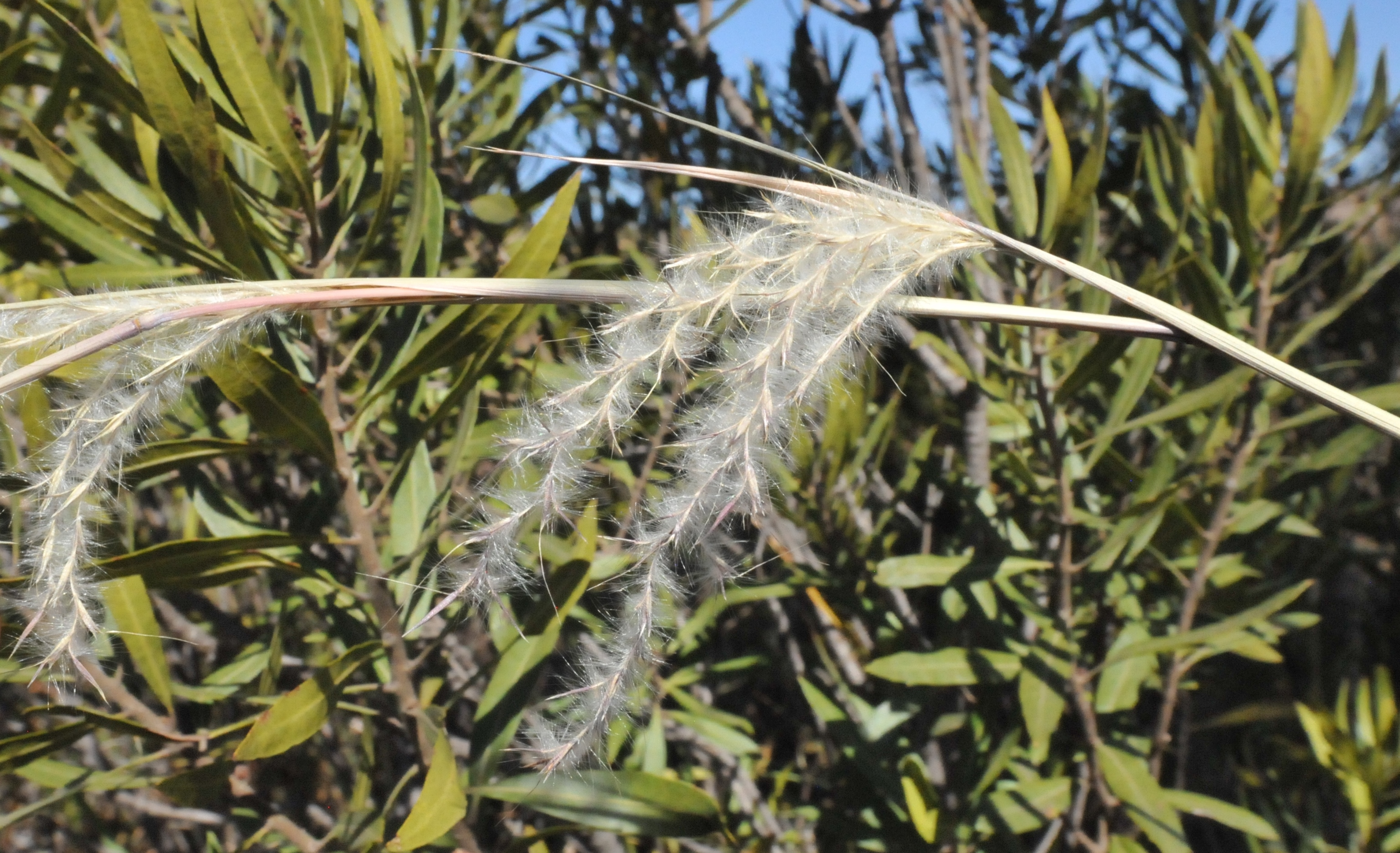
Andropogon eucomus
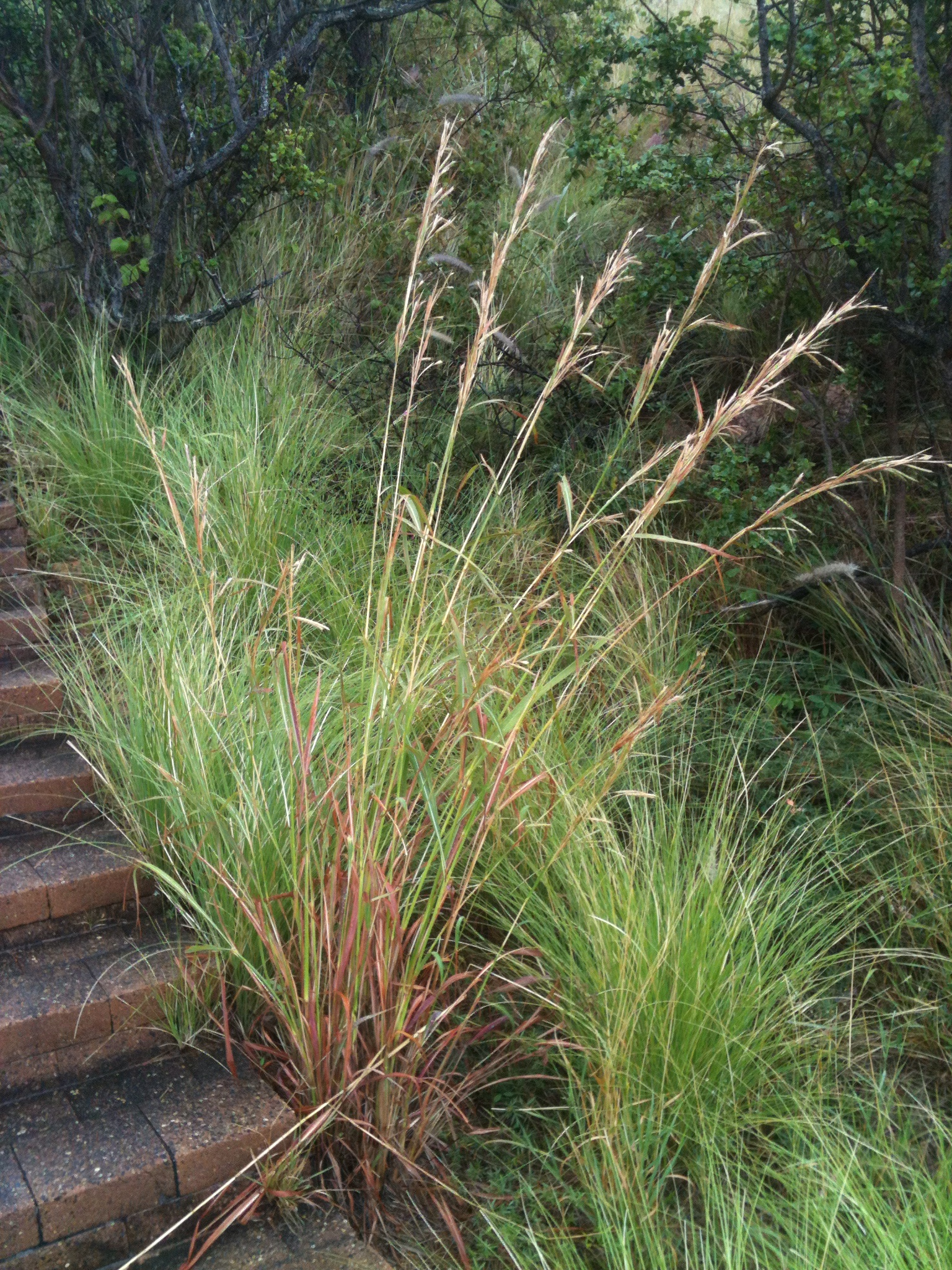
Andropogon gayanus
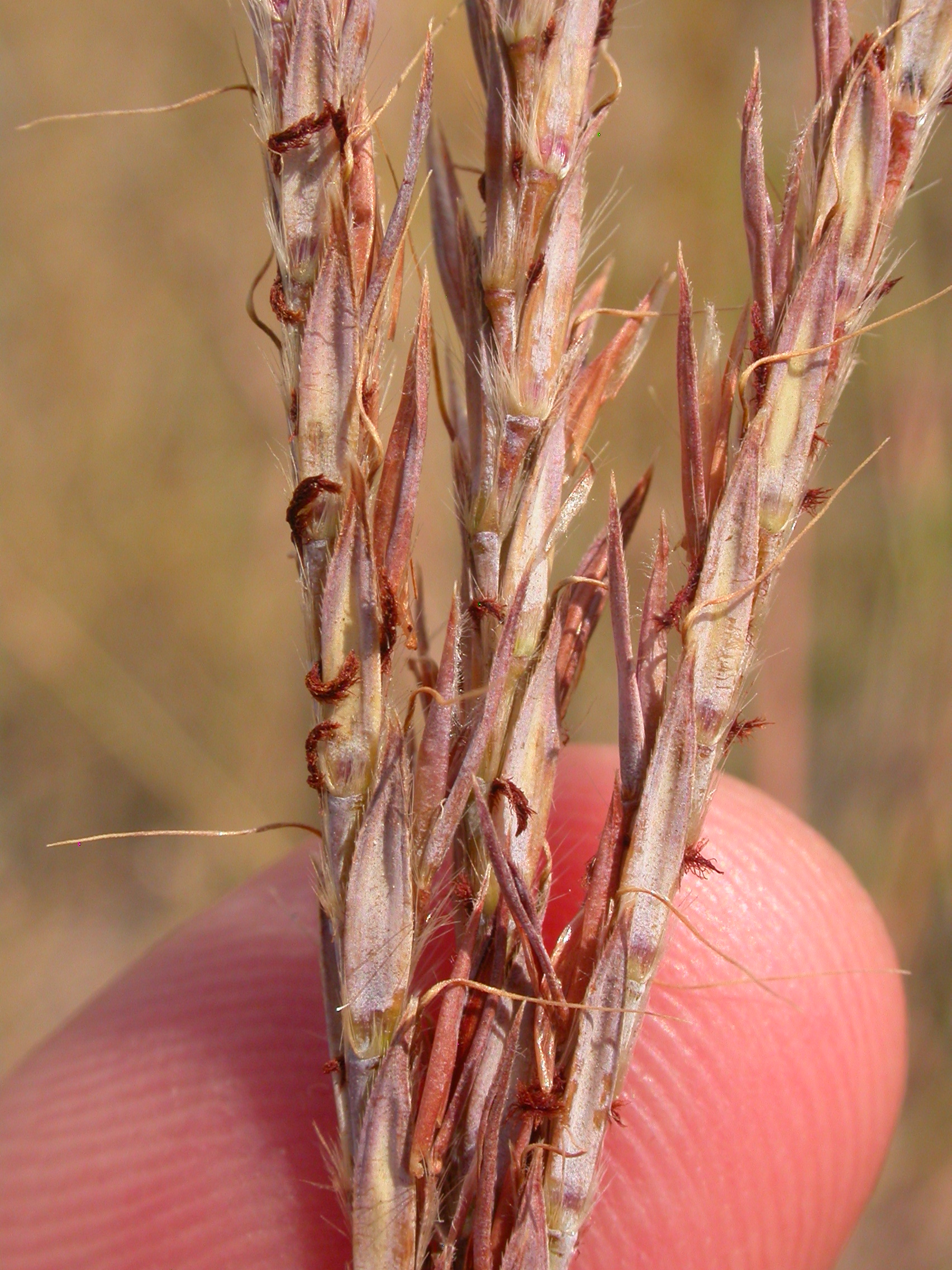
Andropogon gerardii
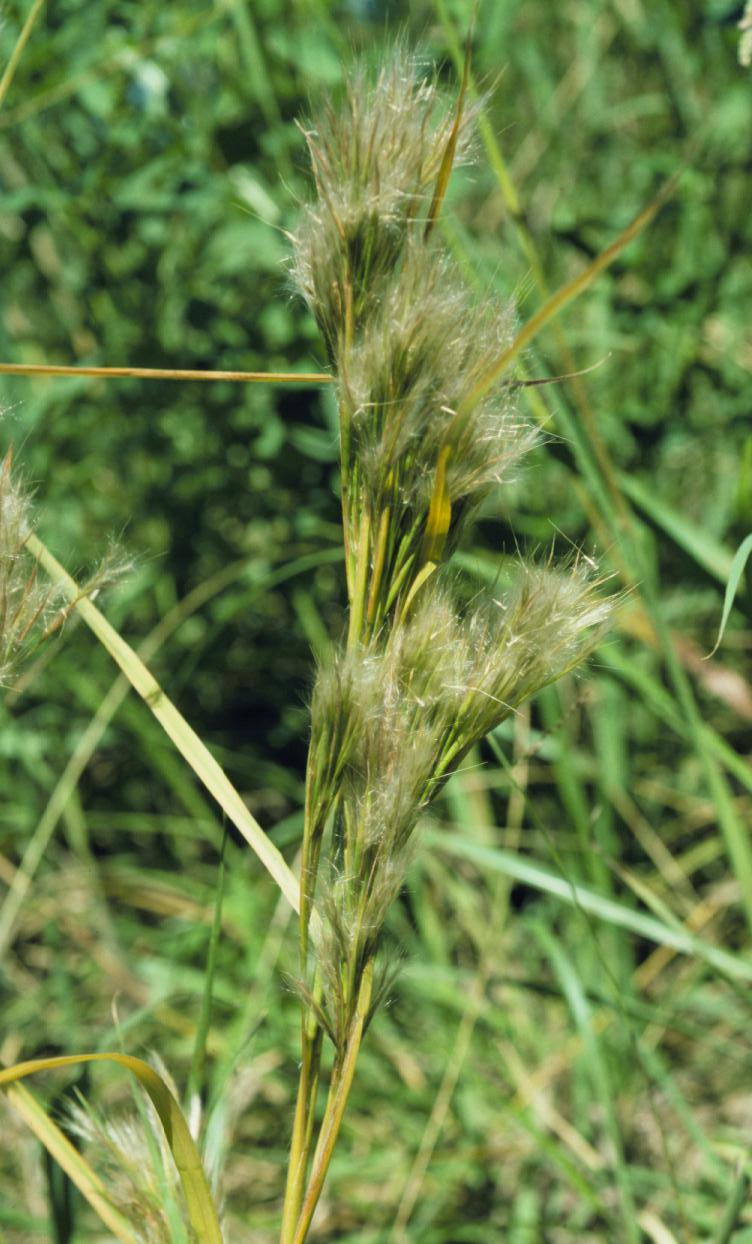
Andropogon glomeratus
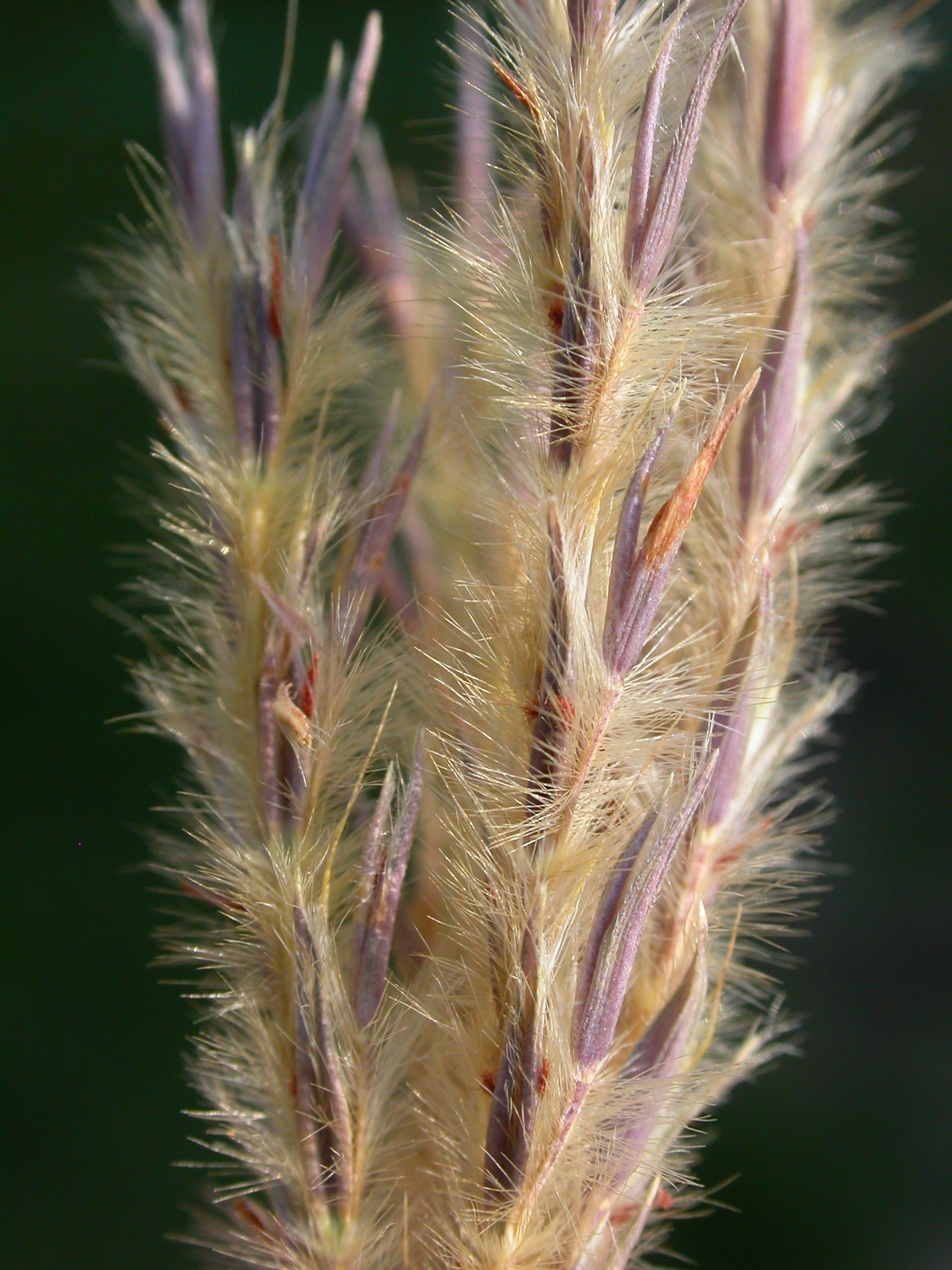
Andropogon hallii
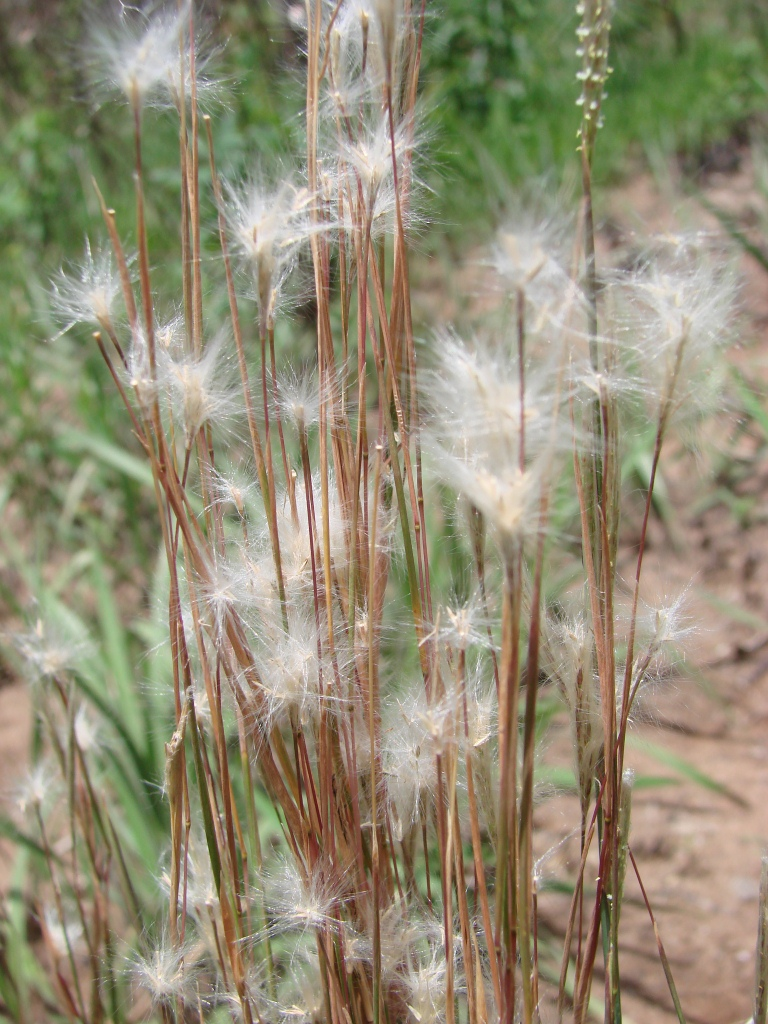
Andropogon leucostachyus
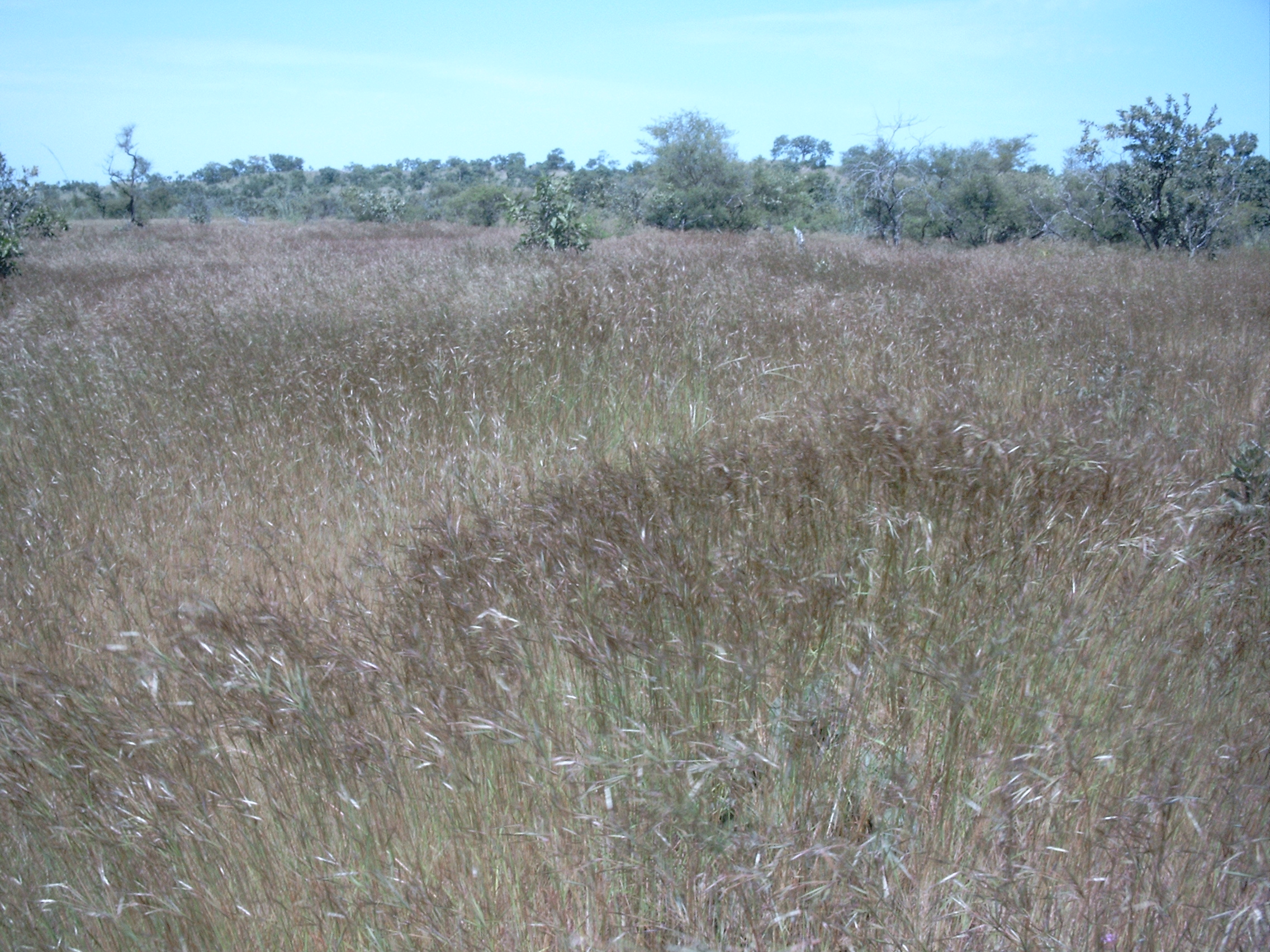
Andropogon pseudapricus
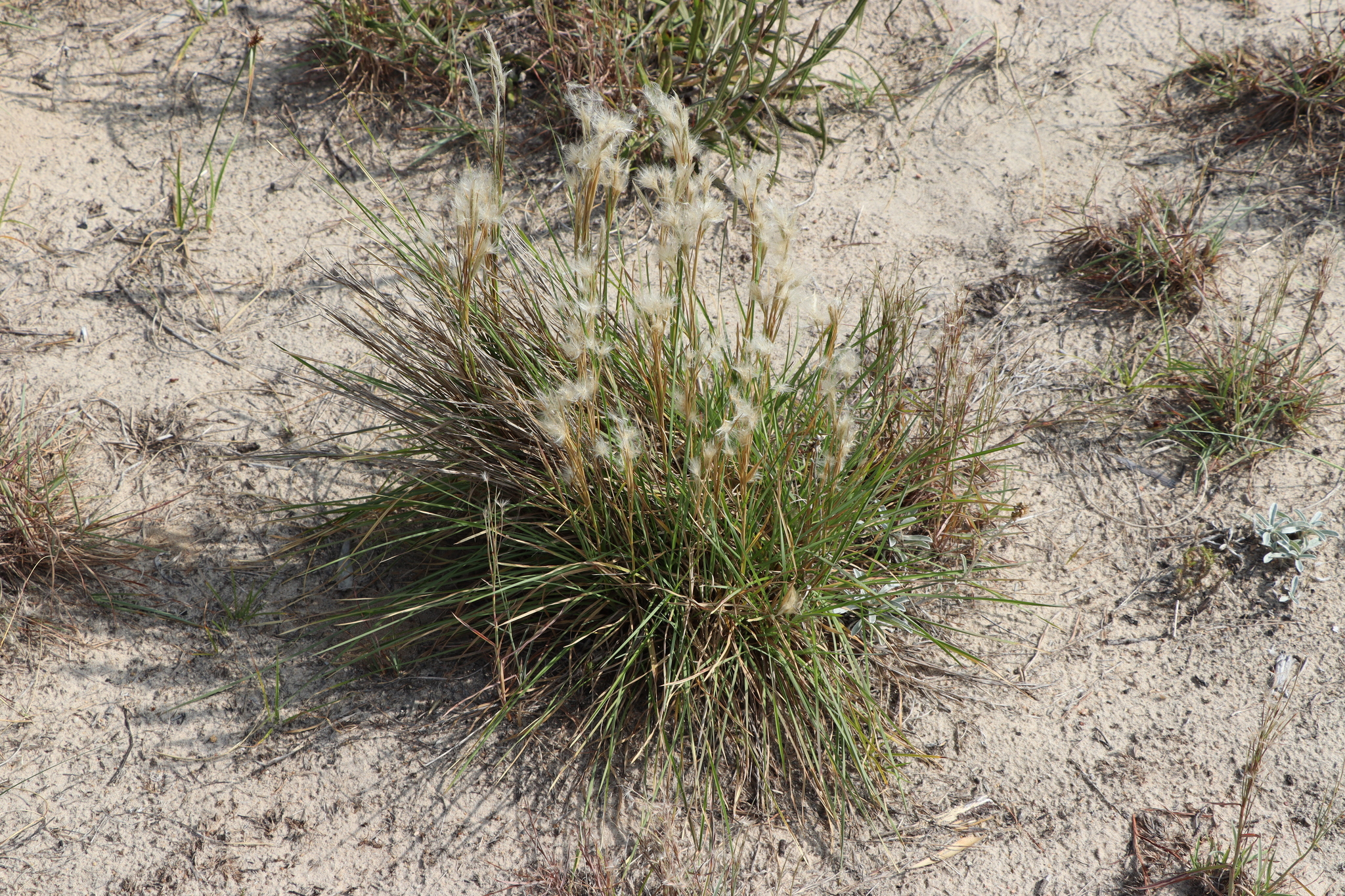
Andropogon selloanus
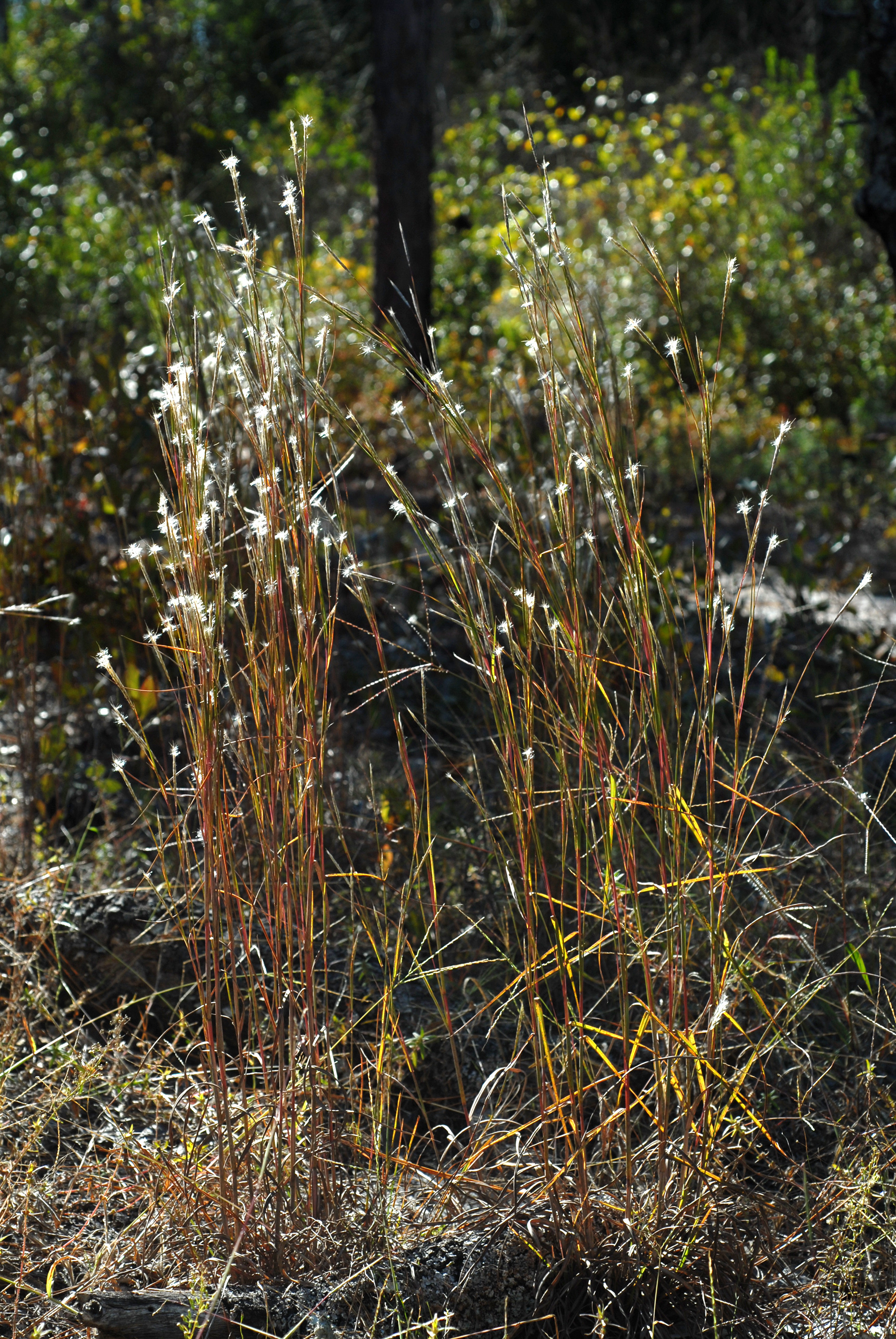
Andropogon ternarius
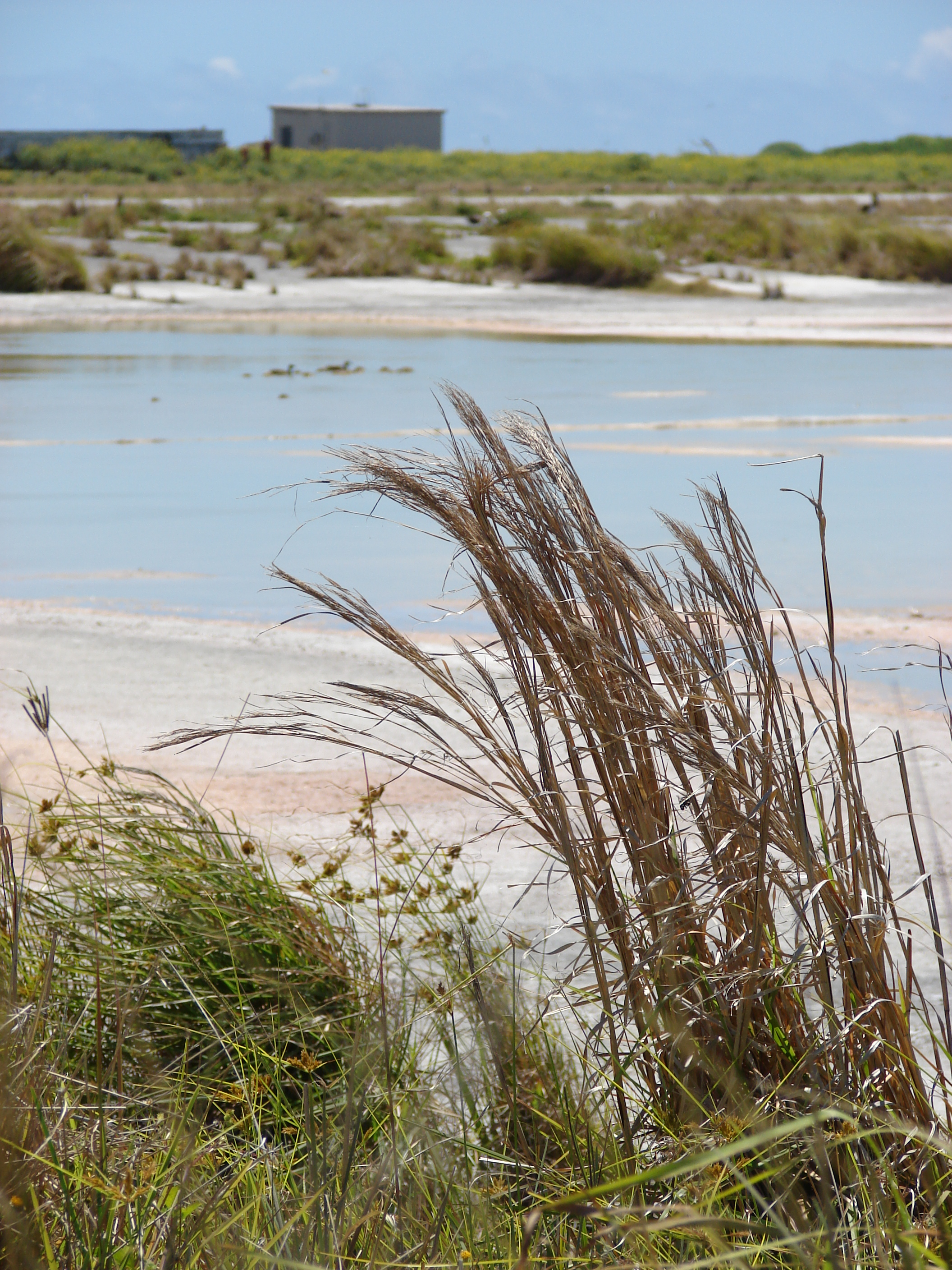
Andropogon virginicus

### Einzelreferenzen
1. 1 2 3 4  
Andropogon in W.D. Clayton, K.T. Harman H. & Williamson, (2006 onwards), GrassBase - The Online World Grass Flora.
2. ↑  
Queensland Government 2008. Biosecurity (Memento vom 19. Mai 2009 im Internet Archive) (PDF; 587 kB)
3. ↑  
Andropogon im Germplasm Resources Information Network (GRIN), USDA, ARS, National Genetic Resources Program. National Germplasm Resources Laboratory, Beltsville, Maryland.
4. 1 2  Andropogon. In: POWO = Plants of the World Online von Board of Trustees of the Royal Botanic Gardens, Kew: Kew Science, abgerufen am 9. September 2018.
5. ↑  
Vollständige Artenliste, 2008 bei GrassBase - The Online World Grass Flora.